# Catocala illecta
Catocala illecta là một loài bướm đêm thuộc họ Erebidae. Nó được tìm thấy ở tây nam Ontario phía nam đến Tennessee và South Carolina và phía tây và phía nam đến Texas và phía bắc qua Oklahoma và Kansas tới Nebraska, Wisconsin, Indiana, Illinois và Michigan.
Sải cánh dài 60–70 mm. Con trưởng thành bay từ tháng 5 đến tháng 7 tùy theo địa điểm. Có thể có một lứa một năm.
Ấu trùng ăn Amorpha canescens, Gleditsia triacanthos và Robinia pseudoacacia.